# Orthodontist
Een orthodontist, soms ook beugeltandarts genoemd, is een tandarts-specialist in de orthodontie die na afronding van de tandheelkundestudie een vierjarige fulltime-specialistenopleiding aan de universiteit heeft gevolgd. Een orthodontist houdt zich bezig met het bestuderen van de vorm, groei en ontwikkeling van de tanden, kiezen en de kaken en het optimaliseren van hun stand door middel van een beugel. Orthodontist en orthodontie komen van de Oudgriekse woorden ὀρθός, orthos, recht, en οδούς, odous, tand.
Orthodontisten werken meestal samen met verschillende medewerkers in een eigen praktijk en zijn in nauwe samenwerking met andere specialisten ook vaak betrokken bij de behandeling van patiënten met aangeboren afwijkingen van het gezicht, zoals een hazenlip of schisis, kaakgewrichtsaandoeningen en vernauwingen van de bovenste luchtwegen, die zich uiten in snurken en obstructieve slaapapneu.
De orthodontie is in Nederland in 1953 officieel als specialisme erkend. De opleiding kan aan de universiteiten in Amsterdam, Groningen en Nijmegen worden gevolgd. De titel orthodontist is beschermd.
In België is orthodontie in 2001 officieel erkend als specialisme. De opleiding kan alleen aan de universiteiten worden gevolgd. De titel van tandarts-specialist in de orthodontie of orthodontist is beschermd.